# Manhunt 2
Manhunt 2 (englisch für „Fahndung 2“, „Verbrecherjagd 2“; wörtlich „Menschenjagd 2“) ist ein Stealth-Actionspiel von Rockstar Games und Nachfolger des 2003 veröffentlichten Manhunt, das vor allem für seine exzessive Gewaltdarstellungen bekannt ist. Wie sein Vorgänger unterliegt Manhunt 2 in Deutschland einem Verbreitungsverbot. Das Spiel erschien für PlayStation 2, PlayStation Portable, Wii und Windows.

## Handlung
Im Jahr 2012, in der Dixmor-Heilanstalt für kriminelle Geisteskranke, verursacht ein schweres Gewitter einen vorübergehenden Ausfall der Sicherheitssysteme der Anstalt, was das Öffnen der Zellentüren in der gesamten Anlage zur Folge hat. Die Insassen wandern nun frei durch die Gänge. Zwei dieser Insassen sind Daniel Lamb und Leo Kasper. Daniel ist desorientiert und leidet unter Amnesie, unfähig, sich zu erinnern, wie oder warum er nach Dixmor kam. Unter der Leitung von Leo schaffen sie es zu entkommen und machen sich auf den Weg zu den Ruinen von Daniels altem Haus. Dort angekommen suchen sie nach einem Medikament, das Daniel, so wie Leo ihm sagt, dort für den Fall der Fälle platziert hat. Das Medikament hilft, den Kopf etwas frei zu bekommen, und er beginnt, sich an Fragmente von seinem früheren Leben zu erinnern. Er und Leo brechen auf, um die Geheimnisse von Daniels Vergangenheit zu entwirren, ständig verfolgt von Kopfgeldjägern und Agenten einer mysteriösen Organisation namens „The Pickman Project“.
Im Verlauf der Handlung erfährt Daniel, dass er einst ein Top-Wissenschaftler im Dienste des Pickman Projects war, eines staatlich geförderten Waffenprogramms für Gehirnwäsche und Bewusstseinskontrolltechniken. Das Projektziel war, den perfekten Attentäter zu schaffen. Um dies zu erreichen, wurde die „Pickman-Bridge“ entwickelt, ein Gehirn-Implantat, das die Persönlichkeit und die Fähigkeiten eines ausgebildeten Attentäters in einen beliebigen Menschen einpflanzen kann. Auf Befehl aktiviert, führt die zweite Persönlichkeit jede Mission aus. In der Theorie könnten die beiden Persönlichkeiten in ein und demselben Geist koexistieren. Sie hätten keine Ahnung voneinander. Die Idee war, die Attentäter aus der Ferne auszulösen. Nach der Durchführung ihrer Mission wird per Knopfdruck wieder auf die ursprüngliche Person gewechselt. Diese hat keinerlei Erinnerung an das, was sie gerade getan hat. Dies würde den Attentäter gegen jegliche Verhörtaktiken immun machen.
Als Daniel die Hinweise zusammensetzt und beginnt, sich an mehr aus seiner Vergangenheit zu erinnern, schlägt Leo vor, Dr. Whyte, eine Forscherin des Projekts und eine von Daniels ehemaligen Mitarbeiterinnen, zu finden. Doch bevor sie sie erreichen, werden sie überfallen und sediert. Daniel wacht in einem Raum mit Whyte auf, die ihm die Wahrheit offenbart. Sechs Jahre zuvor willigte Daniel ein, die „Pickman-Bridge“ zu testen, in der Hoffnung, dass die resultierende Sonderzahlung ihm erlauben würde, die Schulden seiner Familie zu bezahlen und finanziell neu anzufangen. Allerdings versagt die Brücke kurz nach der Operation. Daniel, nun an einer dissoziativen Persönlichkeitsstörung leidend, war in der Lage, direkt mit der implantierten Persönlichkeit zu kommunizieren, die er als eine reale Person wahrnahm – Leo Kasper. Whyte erklärt ihm, dass Leo gefährlich und instabil ist und von Anfang an gegen Daniel gearbeitet hat.
Sie offenbart ihm, dass, nachdem das Implantat versagte, Leos Persönlichkeit seine eigene unterdrückte. Nun ganz Leo, begann er einen Amoklauf durch die Stadt und ermordete Polizisten und Mitglieder des Projekts. Dabei begann er auch gezielt Projektunterlagen über ihn und Daniel zu zerstören. Schließlich, beim Versuch, Daniel komplett auszulöschen, machte er sich auf den Weg zu Daniels Haus und tötete seine Frau. Sein Ziel war es, Daniels Bezug zur Realität so weit zu schwächen, dass es ihm erlaubt ist, die vollständige und totale Kontrolle über seine Gedanken zu erhalten. Allerdings wurde er nach dem Mord gefunden und in Gewahrsam genommen. Nachdem sein Gedächtnis gelöscht wurde, überwies man ihn nach Dixmor, um die Fehlfunktion des Implantats zu studieren und nach einer Lösung zu suchen; ohne Erfolg. Nachdem Daniel die Wahrheit erfahren hat, beschließt er, Leo ein für alle Mal zu besiegen und ihn somit aus seinem Kopf zu entfernen. Er begibt sich in einen Zustand tiefer Hypnose und stellt sich Leo im Inneren seines eigenen Geistes. Er ist endlich bereit, sich von der Schuld am Tod seiner Frau zu befreien, und kann Leo „töten“, was ihn die volle Kontrolle über seinen Verstand zurückerhalten lässt.
Daraufhin erwacht er auf einer einsamen Straße in San Andreas County, abermals mit gelöschtem Gedächtnis. Allerdings hält er einen Umschlag in der Hand. Im Inneren eine Nachricht, die ihm mitteilt, dass sein Name „David Joiner“ sei, gefolgt von seiner neuen Wohnadresse: „526 Hope Street, Apartment B, San Fierro“. Abschließend wird ihm viel Glück gewünscht. Daniel zögert kurz, bevor er zu Fuß in Richtung San Fierro aufbricht.
Das Spiel beinhaltet außerdem eine alternative letzte Ebene, bei der man den letzten Kampf aus Leos Sicht spielt. Erfolgreich abgeschlossen, wird Daniels Persönlichkeit zerstört, und Leo erwacht mit voller Kontrolle über Daniels Körper und Geist. Whyte, in dem Glauben, es sei Daniel, mit dem sie spricht, fragt ihn, ob alles in Ordnung sei. Daniel/Leo antwortet, dass er so bald wie möglich wieder an der Brücke arbeiten möchte. Abschließend blickt er in den Spiegel und es ist Leos Spiegelbild, das ihm entgegen lächelt.

## Entwicklungsgeschichte
Am 6. Februar 2007 wurde die Entwicklung eines zweiten Teiles offiziell bestätigt. Angekündigt wurde Manhunt 2 für Sonys PlayStation 2 und PlayStation Portable sowie die Nintendo Wii und erschien zuletzt auch für PC. Entwickelt wurde das Spiel ursprünglich von Rockstar Vienna. Nach der Schließung des Studios wurde das Spiel vom Londoner Rockstar-Studio in Zusammenarbeit mit Rockstar North fertig entwickelt. Rockstar Leeds und Rockstar Toronto zeichnen für die PSP- respektive Wii-Version verantwortlich.
Das Spiel sollte ursprünglich im Sommer 2007 veröffentlicht werden, allerdings wurde der Release-Termin mehrfach verschoben (siehe „Alterseinstufungen und Verbote“), sodass das Spiel erst am 29. Oktober 2007 in den USA und am 31. Oktober 2008 im Vereinigten Königreich bzw. in anderen Teilen Europas erschien. In einigen Ländern, darunter Deutschland, wurde das Spiel nie offiziell veröffentlicht. Gut zwei Jahre nach US-Veröffentlichung der Konsolenversion erschien über IGNs Direct2Drive eine PC-Fassung, die allerdings nur für die USA, Kanada und Mexiko zugänglich ist.

## Alterseinstufungen und Verbote
Im Vereinigten Königreich wurde dem Spiel bereits vor der Veröffentlichung eine Altersklassifizierung durch das BBFC verwehrt. Dies kommt einem Verbot gleich, da ein Medium ohne BBFC-Freigabe im Vereinigten Königreich nicht vertrieben werden darf. Zwar hätten Rockstar Games die Möglichkeit, das Spiel um kritische Stellen zu kürzen, jedoch kann das BBFC keine Empfehlung dafür aussprechen. Verkaufsverbote wurden auch in Irland, Australien und Neuseeland erlassen. Sogar in der Schweiz, die ansonsten als tolerant in Bezug auf Videospiele gilt, haben die Videospielhändler freiwillig auf den Verkauf verzichtet. Der italienische Telekommunikationsminister Paolo Gentiloni sprach eine Bitte an Take 2 aus, Manhunt 2 nicht zu veröffentlichen. Da in Italien Spiele nicht verboten werden können, wird es wohl bei der Bitte bleiben.
Fast zeitgleich mit dem BBFC entschied sich das US-amerikanische ESRB, dem Spiel eine „Adults only“-Klassifizierung zu vergeben. Dies bedeutet zwar nicht, dass das Spiel in den USA nicht vertrieben werden könne, da die ESRB-Einstufungen nicht verbindlich sind. Jedoch weigern sich viele große Handelsketten (z. B. Wal-Mart), „Ao“-bewertete Spiele in ihr Sortiment aufzunehmen, sodass sich die Vermarktung der ursprünglichen, ungeschnittenen Version sehr schwierig gestalten dürfte. Außerdem wollen weder Sony noch Nintendo Spiele auf ihren Konsolen veröffentlichen, welche das „Ao“-Siegel tragen. Take 2/Rockstar kündigten an, gegebenenfalls gegen die Entscheidungen des BBFC und des ESRB vorzugehen bzw. auf deren Bedenken einzugehen. Als Reaktion darauf wurde beiden Gremien eine geänderte Version vorgelegt. Am 24. August 2007 konnten Take 2/Rockstar vermelden, dass diese Version des Spieles vom ESRB eine „Mature“-Einstufung erhalten hätte. Das BBFC verweigerte dieser Version erneut eine Freigabe. Die Entwickler von Rockstar legten daraufhin wiederholt Einspruch ein und hatten damit Erfolg. Das Video Appeals Committee des BBFC schloss sich mit vier zu drei Stimmen der Meinung von Rockstar an und stellte fest, dass die Prüfungsbehörde dem Spiel keine Alterseinstufung vorenthalten darf. Nach einigem Hin und Her erschien Manhunt 2 in veränderter Fassung am 31. Oktober 2008 aber auch in Europa.
Anfang November 2009 erschien über den Download-Anbieter Direct2Drive eine PC-Fassung von Manhunt 2. Diese erhielt vom ESRB im Gegensatz zur Konsolenfassung, die mit „Mature“ eingestuft wurde, eine „Adults only“-Freigabe. Allerdings ist der Erwerb nur mit mexikanischer, US-amerikanischer oder kanadischer IP möglich.
In Deutschland wurde Manhunt 2 am 13. November 2008 vorläufig auf Liste B indiziert; diese Indizierung wurde am 15. Januar 2009 bestätigt. Fast ein Jahr später, am 10. März 2010, wurde das Spiel vom Amtsgericht München wegen Gewaltdarstellung beschlagnahmt. Es unterliegt in Deutschland somit einem Verbreitungsverbot und darf nicht mehr verkauft werden.